# Iván González (escritor)
Iván González (Madrid, 23 de octubre de 1975) es un poeta, novelista y ensayista español.

## Biografía
Es Licenciado en Periodismo por la Universidad Complutense de Madrid. Toda su obra literaria, incluso la periodística, en su labor de crítico literario o de cine, o como columnista o articulista, está caracterizada por su carácter marcadamente poético. En su oficio como periodista ha entrevistado a diversas personalidades del mundo de la cultura como el premio Nobel de Literatura José Saramago, José Luis de Vilallonga, o Manuel Vicent, entre otros. Su trabajo periodístico destaca por su mirada lírica hacia gentes y paisajes. Ha colaborado con medios tan dispares como El País, Periodista Digital, Telecinco, Antena 3, Forbes México, Robb Report México, Boomerang TV, Letralia, Noticias de Latinoamérica, Reinado Social, Euromania Magazine del Haagse Hogeschool o Karma 7. Viajero incurable, lleva más de ochenta países en la mochila, y años recopilando crónicas viajeras. Como cronista de viajes ha participado en la Ruta Inka 2008 recorriendo Sudamérica. Ha vivido en ciudades tan dispares como La Haya, Londres, Miami, Ciudad de México, Madrid, o París.
Su poesía ha sido traducida al inglés y al chino. 

## Estilo de su obra

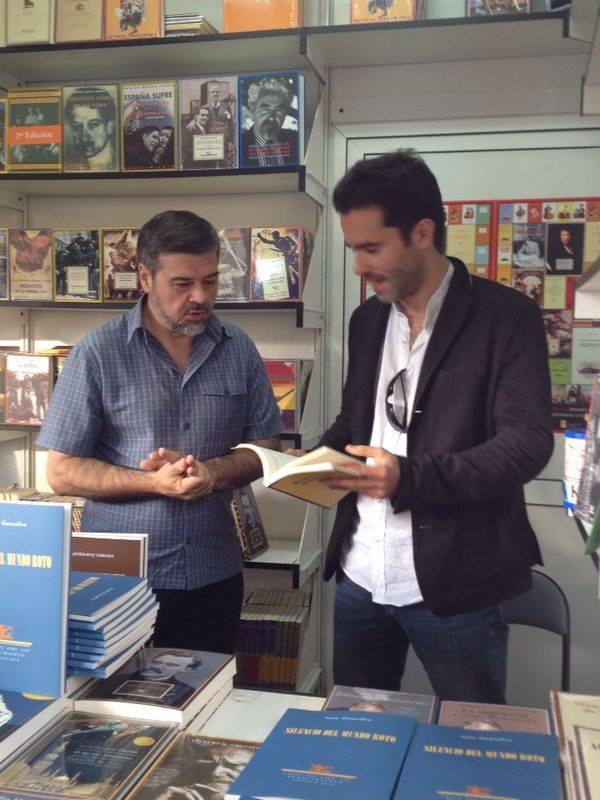
Iván González firmando libros en la Feria del Libro de Madrid 2014.

En el conjunto de su trabajo abre en canal las entrañas de la realidad empuñando el arma de la poesía autobiográfica y confesional y de la prosa poética. Eso es lo que le ha destacado como uno de los escritores más inclasificables y originales de su generación. Utiliza la metáfora como escudo. Busca la palabra exacta. Es un observador de la vida que intenta transformar el mundo en algo mejor que el mundo. Sus libros han sido reseñados en los principales periódicos españoles.

## Obra

### Novela
- Gigoló en Riad, ISBN 978-84-120190-9-4 (editorial Funambulista, 2019).
- Música de un naufragio, ISBN 978-84-99-91515-9 (Editorial Círculo Rojo, 2011).
- Abrazar un zapato vacío (Amazon Digital Services LLC, finalista del Premio Ciudad de Barbastro 2009 de novela corta[8][9]).

### Poesía
- Silencio del mundo roto, ISBN 978-84-84-72960-0 (Editorial Renacimiento, 2014).[10]

El poeta Iván González en el Madrid de los Austrias.

- Algas de un mar aéreo, ISBN 978-84-18-93560-2 (Editorial Pre-Textos, 2022).

### Literatura de viajes
- Otras alas, ISBN 978-84-96-40507-3 (Editorial Nostrum, 2005).
- Tras la verja azul: viajes por el mundo de un periodista sin bandera, ISBN 978-84-12-24920-0 (Editorial Dobleuve, 2021).

## Vida personal
González es pareja de la actriz colombiana Danna Garcia con la que tiene un hijo en común, Dante, nacido el 8 de julio de 2017 en Miami Beach.

### Premios
- Algas de un mar aéreo, Premio Internacional ETC El Toro Celeste de Poesía 2019.*
- Tras la verja azul: viajes por el mundo de un periodista sin bandera, I Premio Ben Alantasi de narrativa de viajes 2020.*